# Conor Woodman
Conor Woodman (Galway, 21 marzo 1974) è un economista, scrittore e conduttore televisivo irlandese.

## Biografia
Nel 2009 Woodman scrive e presenta su Dove TV il programma ricco di viaggi e avventure Il finanziere giramondo (titolo originale Around the World in 80 Trades; questa serie TV è stata trasmessa in oltre 40 paesi in tutto il mondo. Successivamente è stata pubblicata uscita la sua biografia, tradotta in 13 lingue. È stato sposato con l'attrice e scrittrice Phoebe Waller-Bridge dal 2014 al 2018.
A partire dal 2010 si fa conoscere anche dal pubblico italiano, per la serie televisiva Truffato a (talvolta tradotto in Truffato!, titolo originale Scam City, in onda sul canale National Geographic) nel quale Conor si finge un turista per scoprire quali sono le truffe più comuni, in cui si può cadere, nelle maggiori città turistiche di tutto il mondo.

## Programmi
- Il finanziere giramondo
- Truffato a

## Libri
- The Adventure Capitalist
- Unfair trade